# Rugowithius
Genre
Rugowithius est un genre de pseudoscorpions de la famille des Withiidae.

## Distribution
Les espèces de ce genre sont endémiques d'Australie. Elles se rencontrent au Territoire du Nord et au Queensland.

## Liste des espèces
Selon Harvey, 2015 :
- Rugowithius bulbosus Harvey, 2015
- Rugowithius longissimus Harvey, 2015

## Publication originale
- Harvey, 2015 : Revised diagnoses for the pseudoscorpion genera Metawithius and Microwithius, with the description of a new Australian genus, and notes on Withius (Pseudoscorpiones, Withiidae). Journal of Arachnology, vol. 43, no 3, p. 353–370 (texte intégral).